# Legacy (série télévisée)
Pour les articles homonymes, voir Legacy.
Legacy est une série télévisée américaine en 18 épisodes de 43 minutes, créée par Chris Abbott et diffusée entre le 9 octobre 1998 et le 30 juillet 1999 sur le réseau UPN.
En France, la série a été diffusée sur Téva.

## Synopsis
Cette série est la chronique de la famille Logan qui vit dans un ranch du Kentucky au début du XXe siècle. Le chef de famille, Ned, essaie de transmettre aux siens l'héritage (Legacy) de ses ancêtres irlandais : valeurs familiales, dur labeur, aide aux moins chanceux…

## Distribution

### Acteurs principaux
- Brett Cullen (VF : Patrick Raynal) : Ned Logan
- Jeremy Garrett (VF : Cédric Dumond) : Clay Logan
- Ron Melendez (VF : Fabrice Josso) : Jeremy Bradford
- Sarah Rayne (VF : Adeline Chetail) : Lexy Logan
- Sharon Leal (VF : Virginie Méry) : Marita
- Grayson McCouch (en) (VF : Patrick Borg) : Sean Logan
- Lea Moreno Young (en) (VF : Laura Blanc) : Alice Logan
- Lisa Sheridan (VF : Isabelle Spade) : Vivian Winters
- Steven Williams (VF : Jean-Louis Faure) : Isaac

### Acteurs récurrents
- Sean Bridgers (VF : Bertrand Liebert) : William Winters
- Casey Biggs (VF : Patrick Messe) : John Turner
- Mark Joy (VF : Richard Leblond) : Harry Griffith

- Version française
  - Société de doublage : Auditorium de l'Étoile[1]
  - Direction artistique : Éric Legrand[2]

 Source et légende : version française (VF) sur RS Doublage et Doublage Séries Database

## Production
La série a été retirée de l'horaire après quatorze épisodes à la fin février 1999 Les quatre épisodes restants ont été diffusés en juillet.

## Épisodes
1. Une famille (The Gift)
2. Le Bal (Tango)
3. Une visite inattendue (Blood Relative)
4. La Faillite (Brother Love)
5. Emma (Emma)
6. La Battue (The Search Party)
7. Les Yeux doux (Kind Eye)
8. Coup bas (The Big Fix)
9. Le Réveil (Homecoming)
10. Le Clan des gagnants (Winner's Circle)
11. Une soirée impromptue (Full House)
12. Proposition malhonnête (Just Kissed)
13. Les Rivaux (The Rivals)
14. Question d’honneur (Winter's Storm)
15. Un nouveau départ (A New Beginning)
16. Une famille divisée (A House Divided)
17. Un mauvais esprit (Where Spirit Lives)
18. Le Bal masqué (Masquerade)